# Dufouria grata
Dufouria grata är en tvåvingeart som beskrevs av Robineau-desvoidy 1863. Dufouria grata ingår i släktet Dufouria och familjen parasitflugor.
Artens utbredningsområde är Frankrike. Inga underarter finns listade i Catalogue of Life.